# Lliga de Campions de la WSE femenina
|  | Aquest article és sobre la competició femenina. Per a la competició masculina, vegeu Lliga de Campions de la WSE masculina |

La Lliga de Campions de la WSE femenina (en anglès: WSE Champions League Women), coneguda anteriorment com a Campionat europeu, Copa d'Europa i Lliga europea, és una competició esportiva de clubs europeus d'hoquei sobre patins femenins, creada la temporada 2006-07. De caràcter anual, està organitzada pel World Skate Europe Rink Hockey. Els equips participants s'organitzen en dos grups que disputen una fase regular en format lligueta, classificant-se per la següent fase els quatre millors equips de cadascun dels grups. A la fase final es disputa els quarts de final a doble partit, que determina els quatre semifinalistes que disputen la final four en una seu neutral. El vencedor de la competició és declarat campió de la Lliga europea d'hoquei sobre patins. És considerada com la màxima competició europea de clubs d'hoquei patins en categoria femenina i enfronta cada any els millors clubs europeus de l'especialitat, la majoria catalans i portuguesos
Els dominadors de la competició són els equips de l'Estat espanyol destacant el Club Patín Gijón Solimar i Club Patí Voltregà amb sis títols, seguits del Hoquei Club Palau de Plegamans amb tres. El Club Patín Alcorcón (2014), el SL Benfica (2015) i el Club Patí Fraga (2024) són la resta d'equips que han guanyat la competició.

## Equips participants de la Final Four
La XVIII edició de la Lliga europea d'hoquei sobre patins femenina es disputa del 27 i 28 d'abril de 2024. Hi participaren quatre equips de l'OK Lliga femenina:
- Hockey Club Coruña
- Club Patí Fraga
- Generali HC Palau de Plegamans
- Club Patí Vila-sana

## Historial
| En negreta = Equip guanyador (1) = Nombre de campionats (prò.) = Pròrroga (p.) = Penaltis Nota. Noms dels equips segons l'època |

| Edició                                  | Temp.                                   | Data                                    | Campió                                                 | Resultat                                               | Subcampió                                              | Seu                                                    | Ref.                                    |
| Campionat europeu d'hoquei sobre patins | Campionat europeu d'hoquei sobre patins | Campionat europeu d'hoquei sobre patins | Campionat europeu d'hoquei sobre patins                | Campionat europeu d'hoquei sobre patins                | Campionat europeu d'hoquei sobre patins                | Campionat europeu d'hoquei sobre patins                | Campionat europeu d'hoquei sobre patins |
| --------------------------------------- | --------------------------------------- | --------------------------------------- | ------------------------------------------------------ | ------------------------------------------------------ | ------------------------------------------------------ | ------------------------------------------------------ | --------------------------------------- |
| I                                       | 2006-07                                 | 27-05-2007                              | Biesca Gijón HC (1)                                    | 1–0                                                    | CE Arenys de Munt                                      | Pavelló d'Esports, Sant Hipòlit de Voltregà            |                                         |
| II                                      | 2007-08                                 | 29-05-2008                              | CP Voltregà (1)                                        | 2–1                                                    | Fundação Nortecoope                                    | Pavelló Municipal de Mealhada                          |                                         |
| Copa d'Europa                           |                                         |                                         |                                                        |                                                        |                                                        |                                                        |                                         |
| III                                     | 2008-09                                 | 09-05-2009                              | Biesca Gijón HC (2)                                    | 0–0 (1-0, p.)                                          | CP Voltregà                                            | Patinoire Milou Ducourtioux, Coutras                   |                                         |
| IV                                      | 2009-10                                 | 02-05-2010                              | Biesca Gijón HC (3)                                    | 5–2                                                    | CP Alcorcón Cat's Best                                 | Gijón                                                  | [ 2 ]                                   |
| V                                       | 2010-11                                 | 29-05-2011                              | CP Voltregà (2)                                        | 2–1 (prò.)                                             | Biesca Gijón HC                                        | Weil am Rhein                                          | [ 3 ]                                   |
| VI                                      | 2011-12                                 | 07-05-2012                              | Biesca Gijón HC (4)                                    | 3–0                                                    | Girona HC                                              | Vale de Lobos                                          | [ 4 ]                                   |
| VII                                     | 2012-13                                 | 06-05-2013                              | CP Voltregà (3)                                        | 3–2                                                    | Girona HC                                              | Girona                                                 | [ 5 ]                                   |
| VIII                                    | 2013-14                                 | 17-03-2014                              | CP Alcorcón (1)                                        | 4–3                                                    | CS Noisy le Grand                                      | Patinoire Milou Ducourtioux, Coutras                   |                                         |
| IX                                      | 2014-15                                 | 15-03-2015                              | SL Benfica (1)                                         | 5–2                                                    | US Coutras Rink Hockey                                 | Pavelló Municipal d'Esports, Manlleu                   | [ 6 ]                                   |
| X                                       | 2015-16                                 | 20-03-2016                              | CP Voltregà (4)                                        | 4–4 (2-1, p.)                                          | CP Manlleu                                             | Pavelló Municipal d'Esports, Manlleu                   | [ 7 ]                                   |
| XI                                      | 2016-17                                 | 26-03-2017                              | CP Voltregà (5)                                        | 1–0                                                    | Hostelcur Gijón HC                                     | Palau d'Esports de Gijón                               | [ 8 ]                                   |
| XII                                     | 2017-18                                 | 18-03-2018                              | Telecable HC (5)                                       | 4–3                                                    | SL Benfica                                             | Pavilhão Fidelidade, Lisboa                            |                                         |
| XIII                                    | 2018-19                                 | 17-03-2019                              | CP Voltregà (6)                                        | 2–1 (prò.)                                             | HC Palau de Plegamans                                  | Pavelló Municipal d'Esports, Manlleu                   | [ 9 ]                                   |
| XIV                                     | 2019-20                                 | N/D                                     | Edició suspesa pel risc públic de contagi del COVID-19 | Edició suspesa pel risc públic de contagi del COVID-19 | Edició suspesa pel risc públic de contagi del COVID-19 | Edició suspesa pel risc públic de contagi del COVID-19 | [ 10 ]                                  |
| XV                                      | 2020-21                                 | 30-05-2021                              | HC Palau de Plegamans (1)                              | 6–1                                                    | CP Voltregà                                            | Pavelló Maria Víctor, Palau-solità i Plegamans         | [ 11 ]                                  |
| XVI                                     | 2021-22                                 | 01-05-2022                              | HC Palau de Plegamans (2)                              | 2–1                                                    | Telecable HC                                           | Palau d'Esports de La Guia, Gijón                      | [ 12 ]                                  |
| Lliga de Campions de la WSE             |                                         |                                         |                                                        |                                                        |                                                        |                                                        |                                         |
| XVII                                    | 2022-23                                 | 30-04-2023                              | Telecable HC (6)                                       | 6–1                                                    | CP Vila-sana                                           | Pavelló Fidelidade, Lisboa                             | [ 13 ]                                  |
| XVIII                                   | 2023-24                                 | 28-04-2024                              | CP Fraga (1)                                           | 1–1 (3-2, p.)                                          | CP Vila-sana                                           | Pazo dos Deportes de Riazor, La Corunya                | [ 14 ]                                  |
| XIX                                     | 2024-25                                 | 27-04-2025                              | HC Palau de Plegamans (3)                              | 1–0                                                    | Telecable HC                                           | Pavelló Maria Víctor, Palau-solità i Plegamans         |                                         |

## Palmarès

### Per clubs
| Equip                    | Campió | Subcampió | Total | Anys campió                        | Anys subcampió         |
| ------------------------ | ------ | --------- | ----- | ---------------------------------- | ---------------------- |
| Club Patín Gijón Solimar | 6      | 4         | 10    | 2007, 2009, 2010, 2012, 2018, 2022 | 2011, 2017, 2022, 2025 |
| Club Patí Voltregà       | 6      | 3         | 9     | 2008, 2011, 2013, 2016, 2017, 2019 | 2009, 2021             |
| HC Palau de Plegamans    | 3      | 1         | 4     | 2021, 2022, 2025                   | 2019                   |
| Club Patín Alcorcón      | 1      | 1         | 2     | 2014                               | 2010                   |
| Sport Lisboa e Benfica   | 1      | 1         | 2     | 2015                               | 2018                   |
| Club Patí Fraga          | 1      | 0         | 1     | 2024                               | —                      |
| Girona Club d'Hoquei     | 0      | 2         | 2     | —                                  | 2012, 2013             |
| Club Patí Vila-sana      | 0      | 2         | 2     | —                                  | 2023, 2024             |
| CE Arenys de Munt        | 0      | 1         | 1     | —                                  | 2007                   |
| Fundação Nortecoope      | 0      | 1         | 1     | —                                  | 2008                   |
| CS Noisy le Grand        | 0      | 1         | 1     | —                                  | 2014                   |
| US Coutras Rink Hockey   | 0      | 1         | 1     | —                                  | 2015                   |
| Club Patí Manlleu        | 0      | 1         | 1     | —                                  | 2016                   |

### Per jugadora
| Nota: S'inclouen les jugadores amb quatre o més títols |

| # | Jugadora            | Títols                                   | Total | refs. |
| - | ------------------- | ---------------------------------------- | ----- | ----- |
| 1 | Natasha Lee         | 2007, 2009, 2011, 2013, 2016, 2017, 2023 | 7     |       |
| 2 | Anna Romero         | 2008, 2011, 2013, 2016, 2017, 2019       | 6     |       |
| 2 | Cristina Barceló    | 2008, 2011, 2013, 2016, 2017, 2019       | 6     |       |
| 4 | Laia Vives          | 2008, 2011, 2013, 2016, 2017             | 5     |       |
| 4 | Sara González Lolo  | 2009, 2010, 2012, 2018, 2023             | 5     |       |
| 6 | María Fernández     | 2007, 2009, 2010, 2012                   | 4     |       |
| 6 | Christina Klein     | 2007, 2009, 2010, 2012                   | 4     |       |
| 6 | Elena González Lolo | 2009, 2010, 2012, 2018                   | 4     |       |
| 6 | Adriana Gutiérrez   | 2016, 2017, 2019, 2024                   | 4     |       |
| 6 | Anna Casarramona    | 2011, 2013, 2017, 2025                   | 4     |       |